# Pipenpoy (geslacht)

Wapen van het geslacht Pipenpoy..

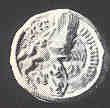
Zegel van Peter Pipenpoy, schepen van Brussel.

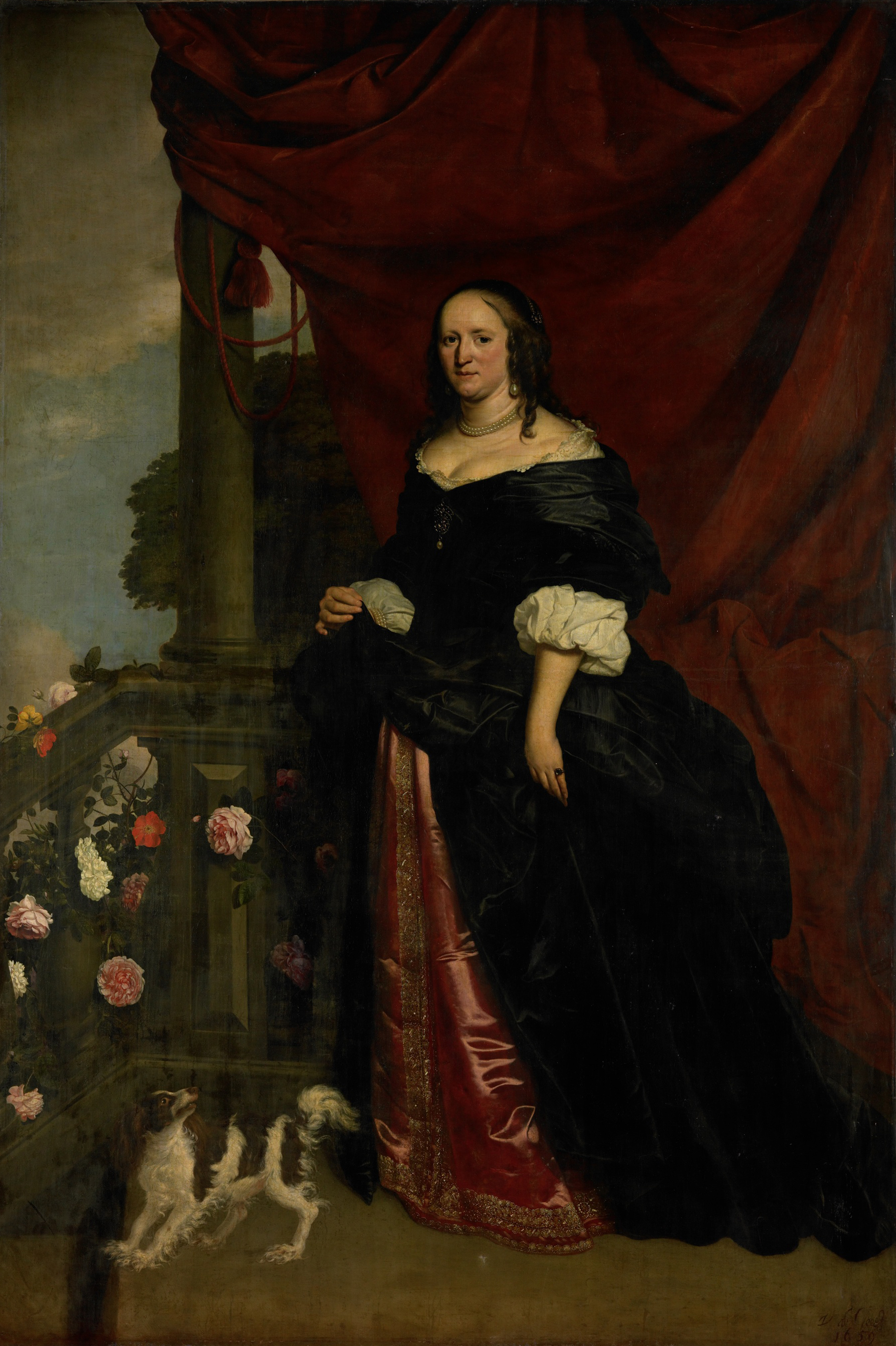
Portret van een vrouw, vermoedelijk Sophia Anna van Pipenpoy (c. 1618-1670), door Wybrand de Geest (Rijksmuseum Amsterdam). Tak der Pipenpoy van Friesland.

De familie Pipenpoy (Pypenpoy, Pipenpoi), was een oude en invloedrijke burgerlijke familie uit Brussel die veel openbare ambten vervulde in de hoofdstad van het hertogdom Brabant, van de middeleeuwen tot op het einde van de 18de eeuw. Zij verdween in de vroege negentiende eeuw.

## Stamboom
I. Willem Pipenpoy, baljuw van Gaasbeek, voerde de banier van de heer van Gaasbeek in de Slag bij Woeringen (1288) aan de zijde van de zegevierende hertog Jan I van Brabant, was schepen van Brussel in 1287, 1290, 1297, 1302 en 1306 en amman van Brussel in 1300.
II. Wouter Pipenpoy, schepen van Brussel uit het geslacht Serhuyghs, in 1301, 1314, 1316, 1318, 1322, 1326, amman in 1318 en 1319.
III. Wouter Pipenpoy, ridder, schepen van Brussel 1331, 1333, 1336, 1337, amman in 1341, 1349, x Catharina Boote.
IV. Gysbrecht Pipenpoy, ridder, heer van Hobosch te Merchtem, van Eetvelde te Essene en van Coninxsteen te Kapelle-op-den Bos, schatbewaarder van Brussel in 1372, schepen in 1380, 1388, deken van de Lakengilde, x Maria Swaef.
V. Jan Pipenpoy, geboren ca 1387, schepen van Brussel in 1462, x Margareta van de Voorde, dochter van Jan en van Clementina van Gaasbeek, een natuurlijke dochter van Sweder van Abcoude, heer van Gaasbeek.
VI. Willem (gezegd Jan) Pipenpoy, schepen 1468, schatbewaarder in 1483, x Catharina de Buttere gezegd Haecman.
VII. Jan Pipenpoy, schepen van Brussel in 1504, heer van Bossuyt, 1509, x Geertruyd Bosch.
VIII. Jan Pipenpoy, x Cornelia van Overstraeten. Hij kreeg twee zonen:
a) Jan Pipenpoy, volgt onder IX.
b) Joncker François van Pipenpoy werd in 1577 drossaard op het blokhuis van Stavoren en grietman van Hemelumer Oldeferd en Noordwolde. Hij was ook olderman van Stavoren. Hij gaf in februari 1580 het blokhuis over aan de Staten van Friesland. Zijn naam en die van zijn Calvinistische nakomelingen staan niet vermeld in de Brabantse registers van adel. Zijn zoon Eraert van Pipenpoy (1576–1638) trouwde met Jel van Liauckama (1585–1650). Van hun bruiloft is een 'reportage' gemaakt in de vorm van een aantal schilderijen. Uit dit huwelijk kwam Sophia Anna van Pipenpoy (1618–1670) voort.
IX. Jan Pipenpoy x Elisabeth Goossens.